# Inchture
Inchture är en ort i Storbritannien.   Den ligger i kommunen Perth and Kinross och riksdelen Skottland, i den norra delen av landet, 600 km norr om huvudstaden London. Inchture ligger 18 meter över havet och antalet invånare är 715.
Terrängen runt Inchture är kuperad västerut, men österut är den platt. Havet är nära Inchture åt sydost. Runt Inchture är det ganska glesbefolkat, med 38 invånare per kvadratkilometer. Närmaste större samhälle är Dundee, 12,2 km öster om Inchture. Trakten runt Inchture består i huvudsak av gräsmarker.